# Crepidomanes frappieri
Crepidomanes frappieri là một loài dương xỉ trong họ Hymenophyllaceae. Loài này được Cordem. J.P. Roux mô tả khoa học đầu tiên năm 2001.